# Alf (Schiff, 1928)
Alf war der Name eines Motorschiffes, das zeitweise als Fahrgastschiff in Berlin und auf der Ostsee verwendet wurde.

## Geschichte
Das Schiff wurde 1928 bei Abeking & Rasmussen als Yacht für die Familie von Hermann Tietz gebaut. Es wurde zu Reisen auf der Ostsee bis nach Dänemark und Schweden genutzt. Nach der Machtergreifung der Nationalsozialisten nahmen diese das Schiff an sich. Zeitweise soll es von Artur Axmann, dem Reichsführer der Hitlerjugend, genutzt worden sein. Nach Kriegsende wurde das Schiff, das in der Havel gesunken war, gehoben und zunächst beschlagnahmt. Nachdem es dann freigegeben worden war, gelangte es in den Besitz der Familie Hansen in Beelitzhof. Bei der Bergung des Schiffes waren noch Reste einer außerordentlich aufwändigen Innenausstattung zu erkennen gewesen.
In der Nachkriegszeit fuhr die Alf für die Reederei Otto Kagel ab Beelitzhof. Sie gehörte allerdings nicht Kagel selbst, sondern immer noch der Familie Hansen. Als Fahrgastschiff war sie für 90 Personen zugelassen.
Die Schiffe Scharnhorst, Troll und Fee der Reederei Otto Kagel wurden später in die Flotte der Stern und Kreisschiffahrt eingegliedert. Alf dagegen fuhr nach der Zeit bei Kagel für Hedwig Hansen. Nachdem Hedwig Hansen die Personenschifffahrt aufgegeben hatte, gelangte die Alf in den Besitz einer Baufirma. Im März 1961 wurde sie auf den Namen Iris umgetauft.
Der nächste Eigner, Herbert Grundmann, taufte das Schiff wiederum um. Es erhielt nun den Namen Santa Maria. Als Santa Maria war das Schiff auf dem Ratzeburger See beheimatet. Grundmann übersiedelte 1967 nach Hanau und verkaufte sein Schiff an den Kapitän Bernd Romig aus Haßberg bei Hohwacht. Die beiden hatten daran gedacht, die 1903 bei Maass gebaute Fortuna (ex Oskar) auf der Ostsee zu nutzen, dieses Vorhaben aber nicht in die Tat umsetzen können. Stattdessen brachte Romig im Jahr 1968 die Santa Maria auf dem Wasserwege nach Lübeck. Danach wurde das Schiff nach Niendorf weitertransportiert und dort umgebaut. Der Schiffskörper wurde verstärkt, indem man Querverbindungen und Stringer einbaute, und die Aufbauten wurden erneuert. Das Schiff erhielt nun den Namen Nordstern und wurde bis 1972 für den Fahrgastverkehr zwischen Hohwacht und Heiligenhafen genutzt. 1975 wurde es an einen Privatmann aus Recklinghausen verkauft. Die ehemalige Alf lag danach viele Jahre lang im Lipper Yachthafen.